# Пропилеи Смольного
Пропилеи Смольного — памятник архитектуры, один из первых памятников советской архитектуры в городе. Расположены в Санкт-Петербурге по сторонам центральной аллеи Смольного у площади Пролетарской Диктатуры. Это два пятиколонных портика-павильона тосканского ордера.

## История
Мощёная булыжником площадь перед Смольным институтом была обширна и пустынна, перед фасадом здания находился отделённый от площади оградой небольшой дворик. Перед архитекторами была поставлена задача создать торжественный, монументальный подход к зданию, который станет частью существующего ансамбля. Проект был создан без прямых аналогов с классикой и строениями Кваренги.
Пропилеи построены в 1923 году по конкурсному проекту В. А. Щуко и В. Г. Гейльфрейха. Работы на конкурс также предоставили Л. А. Ильин (в стиле Московских ворот) и Л. В. Руднев (два дорических павильона), их композиции были фронтальными; Щуко изначально также размышлял о «замыкании въезда аркой или архитравным перекрытием», но отказался от такого решения, так как тогда строение перегораживало бы вид, было бы излишне самостоятельным; в реализованной идее горизонтали пропилеев направляют взгляд к фасаду Смольного, для этой чёткости линий стены сделаны почти глухими, с небольшими круглыми отверстиями вместо рассматривавшихся крупных сквозных проёмов.
Пропилеи Смольного стали образцом при строительстве пропилеев Московского парка Победы, стадиона «Динамо» и ряда других советских сооружений.
Во время Великой Отечественной войны над пропилеями и проходом к Смольному были расположены маскировочные сети, имитировавшие древесные кроны.

## Архитектура
В лоджиях пропилеев расположены сделанные из бронзы доски с изображениями наград Санкт-Петербурга и Ленинградской области.
По проекту этой же пары архитекторов была выполнена планировка сада.